# Hemisferi sud
L'hemisferi sud, hemisferi austral (o meridional) és una de les divisions clàssiques en què es divideix el planeta Terra, i també l'esfera celeste. Correspon a la meitat del globus terraqüi situat al sud de la línia de l'Equador, que la separa de l'hemisferi nord.
La major part de l'hemisferi correspon a oceà, que inclou la major part del Pacífic i de l'Índic, la totalitat de l'Oceà Glacial Antàrtic i la meitat meridional de l'Atlàntic. Les masses terrestres es concentren principalment en el continent antàrtic, Sud-amèrica, gran part d'Oceania, la part austral d'Àfrica i algunes illes menors d'Asia.

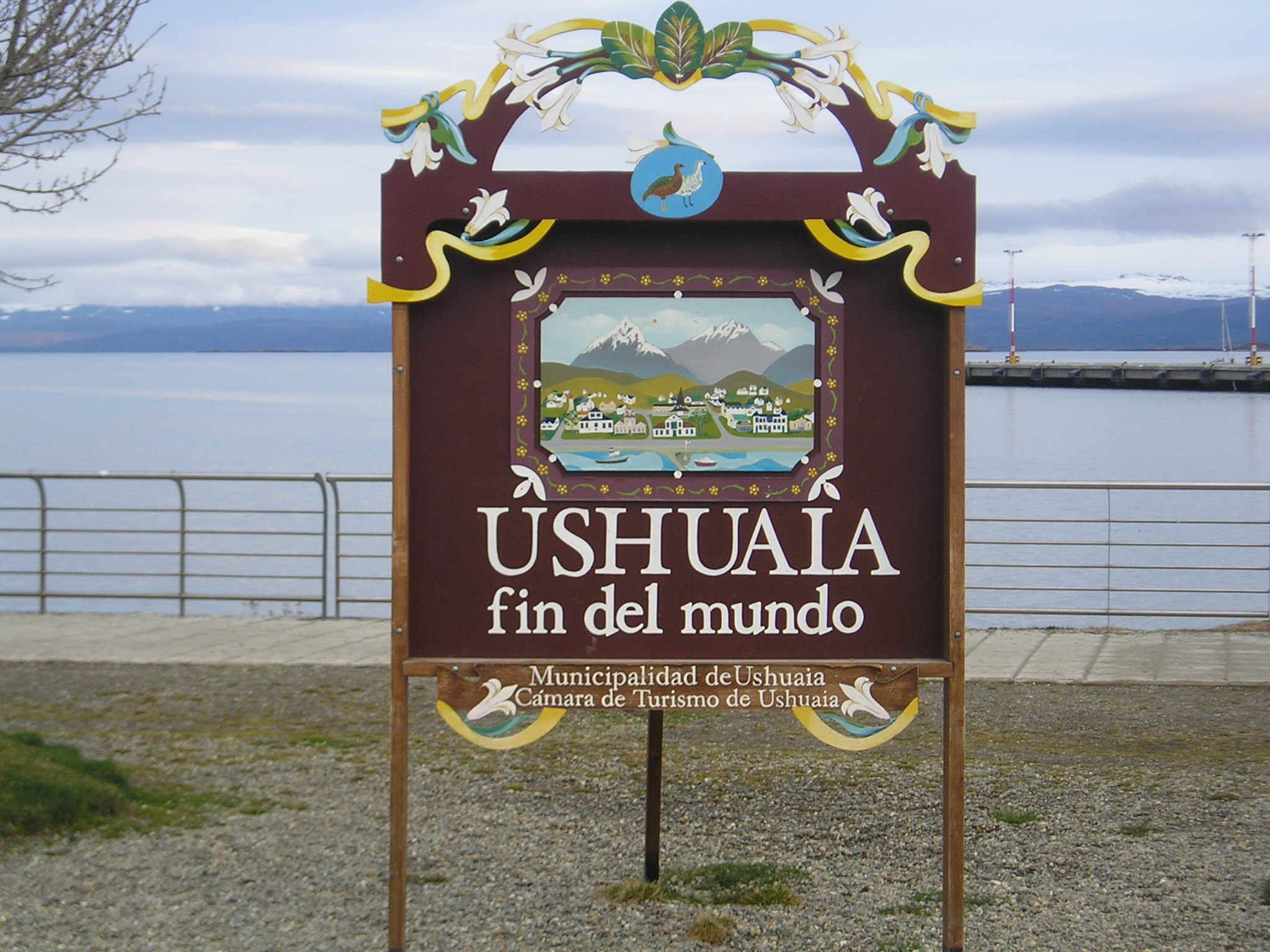
Cartell amb la llegenda "Ushuaia, fi del món". Ushuaia a l'Argentina és la ciutat més meridional del món.

Xile és el país més austral del continent americà.
Les estacions ocorren en forma inversa a l'hemisferi nord. L'estiu s'estén entre desembre i març, mentre l'hivern ho fa entre juny i setembre. Prop del 10% de la població mundial habita en aquest hemisferi (especialment a Brasil i l'illa de Java, Indonèsia).
Històricament, aquest hemisferi ha estat considerat com un hemisferi pobre en comparació del seu oposat septentrional. A causa de la baixa industrialització i a la relativa poca població existent, els nivells de contaminació són considerablement més baixos que en l'hemisferi nord.
El portuguès és l'idioma més parlat en l'hemisferi sud, amb Angola, Moçambic, Timor Oriental i, amb més de 200 milions d'habitants, el Brasil és el país més poblat.